# Ti presento i miei
Ti presento i miei (Meet the Parents) è un film del 2000 co-prodotto e diretto da Jay Roach. La pellicola è il primo capitolo di una trilogia che comprende Mi presenti i tuoi? (Meet the Fockers, 2004) e Vi presento i nostri (Little Fockers, 2010).

## Trama
Chicago. Greg Fotter è un infermiere che intende fare la proposta di matrimonio alla sua fidanzata, Pam Byrnes, maestra d'asilo. Il progetto di Greg però salta, dopo che quest'ultimo scopre che Bob Banks, il fidanzato di Debbie (la sorella di Pam), lo ha preceduto, ma non prima di aver chiesto il permesso a Jack, il padre delle sorelle. Due settimane dopo, Greg e Pam vengono invitati per un weekend nella casa dei Byrnes a Oyster Bay, nel Long Island, in occasione delle nozze di Debbie e Bob, così Greg pensa di approfittare dell'evento per chiedere il permesso a Jack. Greg decide di portarsi dietro l'anello di fidanzamento che ha comprato per Pam, ma sfortunatamente la compagnia aerea perde il suo bagaglio e con esso il gioiello.
Arrivato a destinazione, Greg conosce Jack, sua moglie Dina e l'amatissimo gatto dei due, chiamato Sfigatto, al quale Jack ha insegnato a usare il water invece della sabbietta. I primi approcci si rivelano piuttosto imbarazzanti per Greg, soprattutto con Jack, il quale lo critica in maniera non troppo velata sulle differenze tra lui e la loro famiglia, mentre Greg cerca in tutti i modi di farsi apprezzare, pur con esiti fallimentari. Nel pomeriggio, Greg accompagna Jack all'emporio perché questi possa prendere qualche bene di prima necessità per il weekend, e qui Greg spia Jack mentre scambia dei documenti con un uomo dall'aria sospetta. Alla sera, mentre stanno cenando, Greg fa delle boccacce a un vaso pensando che ci sia una delle telecamerine commercializzate da Jack per tenere sotto controllo le babysitter, ma in realtà si tratta di un'urna con le ceneri della madre di Jack; mentre Greg stappa una bottiglia di champagne, dai discorsi salta fuori il nome di Kevin, che si scopre essere l'ex ragazzo di Pam, e il tappo colpisce proprio l'urna, che cade per terra e si frantuma attirando Sfigatto, che urina proprio in mezzo alle ceneri.
Per evitare di peggiorare ulteriormente la situazione, Greg deve quindi sforzarsi a passare il weekend senza fumare (considerato da Jack un segno di debolezza) e senza fare l'amore con Pam. Così Greg viene messo a dormire nello studio di Jack, e qui scopre dei documenti catalogati come Operazione Ko Samui; poco dopo arriva Jack, il quale sottopone «per gioco» Greg ad un test con la macchina della verità, venendo però interrotto da Dina. In seguito, Pam spiega a Greg che il padre non è un fioraio come gli era stato detto, ma un agente della CIA in pensione che, grazie alle sue capacità, veniva usato come esaminatore psicologico per interrogare i sospetti doppio gioco nella compagnia; rivelare quest'informazione era infatti consentito «solo se ritenuto indispensabile». Jack spiega a Greg che ora si trova all'interno di un metaforico «cerchio della fiducia», e che nel caso dovesse uscirne non potrà più rientrarvi.
Incontrando al sabato mattina i Banks, famiglia del futuro sposo Bob, Greg si sente sempre più a disagio: essi sono legatissimi e in piena affinità con i Byrnes, e Bob e suo padre sono increduli che Greg non abbia deciso di laurearsi in medicina nonostante gli ottimi voti presi all'esame di ammissione. 
La mattina stessa, i Byrnes e i Banks si recano in casa di Kevin, l'ex fidanzato di Pam, nonché ricchissimo broker finanziario di biotecnologia, proprietario di una magnifica casa, estremamente legato alla figura di Cristo e appassionato di falegnameria: qui, infatti, Kevin offre un barbecue alle due famiglie, in quanto testimone dello sposo. Jack cerca nuovamente di screditare Greg ai suoi occhi, ottenendo però l'effetto contrario: Kevin è affascinato dall'umanità di Greg e lo apprezza in quanto ebreo, come lo era Gesù. Durante una partita di pallavolo nella piscina della casa di Kevin, Greg finisce involontariamente per schiacciare e colpire il pallone troppo forte verso Debbie causandole, il giorno prima delle nozze, la rottura del naso e un occhio nero.
Tornati a casa, Jack scopre che Greg ha usato un water di cui gli era stato detto di non tirare lo sciacquone, causando una rottura del pozzo nero e il conseguente allagamento del prato in cui il giorno dopo avverrà il matrimonio. Quando arriva un bagaglio Greg pensa erroneamente che sia il suo, e quando Jack lo viene a sapere apre il bagaglio con un passepartout scoprendo svariati giocattoli sessuali, il che lo porta a pensare che Greg sia un pervertito, poi usa i suoi contatti nella CIA per ottenere i risultati dell'esame di ammissione a medicina di Greg, ma risulta che questo esame non è mai stato sostenuto. Più tardi, per sbaglio, Greg fa uscire Sfigatto di casa: per tentare di riprenderlo sale sul tetto, e casualmente ascolta una telefonata di Jack (che si trova proprio sotto di lui nel giardino) in lingua thailandese; dovendo aspettare che Jack si allontani, nell'attesa pensa bene di fumare una sigaretta (il cui pacchetto era stato lanciato sul tetto da Pam prima di fargli incontrare i genitori), ma il mozzicone, gettato via frettolosamente da Greg, finisce per causare un incendio, che, con un imprevisto effetto a catena, arriva a bruciare anche lo splendido altare nuziale intagliato a mano da Kevin. Greg cerca Sfigatto in un gattile, dove trova un gatto identico a lui tranne che per il colore della punta della coda: disperato, ridipinge la punta della coda con dello spray e si presenta alla famiglia fingendo di aver ritrovato il gatto e venendo accolto come un eroe.
Quella sera, tutto il gruppo va a cena assieme brindando alla sua salute, ma Jack riceve una telefonata da un vicino, che ha trovato il vero Sfigatto; nel frattempo il finto Sfigatto distrugge con gli artigli l'abito da sposa di Debbie. Tornati a casa, Jack spiega a tutti cosa aveva combinato Greg, e inizia un discorso sulla sincerità: Jack viene però interrotto da Greg il quale, infastidito dal trattamento riservatogli, cita il suo incontro all'emporio, i documenti dell’Operazione Ko Samui e la telefonata in thailandese, convinto che Jack debba partire per un'operazione segreta. Allora Jack rivela di aver solamente organizzato in segreto la luna di miele per Bob e Debbie nella città thailandese, sorpresa ormai sfumata. Seppur dispiaciuto, Greg è costretto ad andarsene; anche Pam è triste e affranta, perché è convinta che lui le abbia mentito.
A pochi istanti dall'addio di Greg, si presenta un addetto della compagnia aerea che cerca Gaylord Fotter perché è stato ritrovato il bagaglio smarrito: Greg era solo un soprannome, usato per mascherare l'imbarazzante nome anagrafico. Dopo che Greg se è andato, Pam si fa mandare dai suoi genitori i risultati dell'esame di medicina (Jack non aveva trovato nulla poiché aveva cercato il nome sbagliato), e critica il padre per aver trattato e messo a disagio il fidanzato nei due giorni trascorsi. Jack riceve una ramanzina anche dalla moglie Dina, perché ha sempre avuto la tendenza a non accettare ogni ragazzo che la figlia ha avuto (infatti non ha mai stretto un rapporto con Kevin finché lei non ha rotto con lui), non avendo mai ritenuto nessuno di loro all'altezza di Pam. Quest'ultima lascia un messaggio in segreteria a Greg in cui gli chiede perdono, gli dice che lo ama e comprende il motivo delle sue azioni. Jack, vedendo quanto sua figlia sia triste per l'accaduto, decide di rimediare.
Nel frattempo, Greg si reca all'aeroporto per tornare a casa sua, ma a causa di una serie di problemi all'imbarco, finisce per sbraitare contro un'assistente di volo e, in preda alla frustrazione, nomina ripetutamente la parola «bomba»: la sicurezza non può far altro che arrestarlo. Qui viene raggiunto da Jack che capisce di aver esagerato, riammettendo Greg nel «cerchio della fiducia»: Greg è quindi riportato a casa Byrnes e fa finalmente la proposta a Pam.
Jack e Dina sono soddisfatti per la felicità delle due figlie e si rendono conto che dovranno conoscere i signori Fotter. Il matrimonio tra Debbie e Bob va alla meraviglia e Greg siede tra Jack e Dina, che lo tengono per mano. Dopo il matrimonio, Jack rivede le riprese da una piccola telecamera segreta che era nello studio dove ha dormito Greg: le riprese mostrano Greg che sfoga in solitudine la sua frustrazione parlando da solo, e rivelando che Danny (il fratello di Pam) fuma marijuana, senza che Jack se ne fosse mai accorto.

## Produzione
Il film è un remake di un omonimo film del 1992 diretto da Greg Glienna e prodotto da Jim Vincent. Glienna, che interpretava il protagonista nel film originale, aveva scritto la sceneggiatura insieme a Mary Ruth Clarke. La Universal Pictures acquistò i diritti della pellicola da Glienna con l'intento di girarne una nuova versione. Jim Herzfeld estese il copione originale ma la produzione si fermò per qualche tempo. Jay Roach lesse la versione riveduta del soggetto ed espresse il desiderio di dirigere il film ma la Universal non accettò la proposta. All'epoca, Steven Spielberg era interessato alla regia e Jim Carrey avrebbe dovuto interpretare la parte del protagonista. Lo studio offrì il film a Roach solo dopo che Spielberg e Carrey abbandonarono il progetto.

## Riprese
Il film è stato girato in esterni a Oyster Bay, Long Island. La casa si trova invece a Muttontown, una cittadina vicino Oyster Bay. Il Westchester County Airport della contea di Westchester, nello Stato di New York, è invece stato utilizzato per le scene ambientate all'Aeroporto O'Hare di Chicago e all'Aeroporto LaGuardia di New York.

## Sequel
Mi presenti i tuoi?  Uscito nel 2005. E Vi presento i nostri, uscito nel 2010.

## Colonna sonora
L'album della colonna sonora è formato da 18 tracce, delle quali 14 sono componimenti originali di Randy Newman: le tracce strumentali sono 11, mentre le canzoni (di cui vengono indicati gli interpreti) sono 7.
1. Randy Newman – A Fool in Love – 2:16
2. Randy Newman – Poor Me – 1:34
3. Randy Newman – Got My Mojo Working – 1:58
4. Give Me a Sign – 3:18
5. Meet the Parents – 2:40
6. Could You Milk Me? – 2:39
7. Greg Loses Jinx – 1:48
8. Burning Down the House – 1:56
9. Wrong Cat – 1:05
10. The Car Race – 2:48
11. Broken Hearted – 1:16
12. Pam's Problem – 1:50
13. Jack to the Rescue – 1:05
14. Together Again – 1:21
15. Bobby Womack – I'm Your Puppet – 3:32
16. Lee Dorsey – Ya Ya – 2:27
17. Dr. John – Big Chief – 3:25
18. Randy Newman e Susanna Hoffs – A Fool in Love – 2:27

Dan Goldwasser, nella sua recensione per Soundtrack.Net, ha conferito una valutazione di 4 stelle su 5, riconoscendo che Newman e la colonna sonora hanno fatto «un ottimo lavoro nel mantenere alto il livello dell'umorismo».

## Accoglienza

### Box office
Il film ebbe un grande successo, divenendo una delle commedie più remunerative degli anni 2000. Costato 55 milioni di dollari, ne incassò 350 milioni nel mondo (di cui 166 in patria).

### Critica
Il film fu apprezzato dalla critica per le interpretazioni di Stiller e De Niro. Su Metacritic ha uno score di 73/100.

## Riconoscimenti
- 2001 – Premio Oscar
  - Candidatura Migliore canzone (A Fool in Love) a Randy Newman
- 2001 – Golden Globe[3]
  - Candidatura Miglior attore in un film commedia o musicale a Robert De Niro
- 2001 – Satellite Award[4]
  - Candidatura Miglior canzone originale (A Fool in Love) a Randy Newman
- 2000 – Las Vegas Film Critics Society Awards
  - Candidatura Miglior canzone (Meet the Parents) a Randy Newman
- 2001 – MTV Movie Awards
  - Miglior performance comica a Ben Stiller
  - Miglior battuta (Are you a pothead, Focker?, in italiano Tu spinelli, Fotter?) a Robert De Niro
  - Candidatura Miglior performance di gruppo a Robert De Niro e Ben Stiller
- 2001 – Blockbuster Entertainment Awards
  - Candidatura Miglior attore in un film commedia/romantico a Robert De Niro
  - Candidatura Miglior attore in un film commedia/romantico a Ben Stiller
  - Candidatura Miglior attore non protagonista in un film commedia a Owen Wilson
  - Candidatura Miglior attrice non protagonista in un film commedia a Blythe Danner
  - Candidatura Miglior attrice esordiente a Teri Polo
- 2000 – Bogey Awards
  - Bogey Award
- 2001 – People's Choice Awards
  - Film commedia preferito
- 2001 – Teen Choice Awards
  - Candidatura Miglior film commedia
  - Candidatura Miglior attore protagonista a Ben Stiller
- 2001 – American Comedy Awards
  - Attore più divertente a Ben Stiller
  - Candidatura Film più divertente
  - Candidatura Attore più divertente a Robert De Niro
- 2001 – ASCAP Award
  - Top Box Office Films a Randy Newman
- 2001 – Golden Screen
  - Golden Screen
- 2001 – Golden Trailer Awards
  - Candidatura Miglior commedia

Inoltre nel 2005 la seguente battuta, pronunciata da Robert De Niro nella scena della cena, ha ottenuto una candidatura per entrare a far parte della AFI's 100 Years... 100 Movie Quotes (la lista delle cento migliori citazioni cinematografiche di tutti i tempi tratte da film statunitensi): I have nipples, Greg. Could you milk me? (in italiano Io ho i capezzoli, Greg. Vuoi mungermi?).